# أبو الفرج الأصفهاني
أَبُو اَلْفَرَجِ عَلِيُّ بْنُ اَلْحُسَيْنِ بْنِ مُحَمَّدِ بْنِ أَحْمَدَ بْنِ اَلْهَيْثَمِ اَلْمَرْوَانِيُّ اَلْأُمَوِيُّ اَلْقُرَشِيُّ المعروفُ بِأَبِي اَلْفَرَجِ اَلْأَصْفَهَانِيِّ (أو اَلْأَصْبَهَانِيِّ -بِالباء بَدَلَ الفاء-) (284هـ/897م - 14 ذو الحجة 356 هـ/20 نوفمبر 967م) ينتهي نسبهُ الى الخليفة مَرْوَانَ بْنِ مُحَمَّدِ بْنِ مَرْوَانَ بْنِ اَلْحَكَمِ، آخر خلفاء اَلدَّوْلَة اَلْأُمَوِيَّةِ، أمَّا أُمُّه فكانت شيعيَّةً من آل ثَوابة. كان أديبًا عربيًا، ومن النَّوابِغ في علوم التاريخ والأنساب والسير والآثار واللغة والمغازي. وله معارف أُخر في علم الجوارح والبيطرة والفلك والأشربة. ولأبي الفرج شعر قليل، جيّدُه في الهجاء، فقد كان هجّاءً فصيح اللسان، يتقيه الناس. وكان، على تشيّعه الظاهر، يراسل الأمويين في الأندلس، وحصل له فيها مصنفات لم تنته إلينا، فأجزلوا له العطايا سرّاً. وُلد في أصفهان، ونشأ وتوفي في بغداد. اشتهر بتأليفه «كِتَابَ اَلْأَغَانِي»، الذي تضمَّنَ معلومات موثقة عن الفترات الأولى للموسيقى العربية (من القرن السابع إلى القرن التاسع) وحياة الشعراء والموسيقيين من فترة ما قبل الإسلام حتى زمن الأصفهاني. نظرًا لمساهمته في توثيق تاريخ الموسيقى العربية، فقد وصف بأنه «أحد الآباء المؤسسين لعلم موسيقى الشعوب الحديث».
من كُتبه «كِتَابُ اَلْأَغَانِي» واحد وعشرون جزءً، جمعه في خمسين سنة، و«مَقَاتِلُ اَلطَّالِبِيِّينَ» و«نَسَبُ بَنِي عَبْدِ شَمْسٍ» و«اَلْقِيَانُ» و«اَلْإِمَاء اَلشَّوَاعِرُ» و«أَيَّامُ اَلْعَرَبِ» ذكر فيه 1700 يوم، و«اَلتَّعْدِيلُ وَالْإِنْصَافُ» في مآثر العرب ومثالبها، و«جَمْهَرَة اَلنَّسَبِ» و«اَلدِّيَارَاتُ» و«مُجَرَّدُ اَلْأَغَانِي» و«اَلْحَانَاتُ» و«اَلْخَمَّارُونَ وَالْخَمَّارَاتُ» و«آدَابُ اَلْغُرَبَاءَ». كتب عنه محمد أحمد خلف الله، كتاب «صَاحِبُ اَلْأَغَانِي» ولشفيق جبري بدمشق «دِرَاسَة اَلْأَغَانِي» و«أَبُو اَلْفَرَجْ اَلْأَصْبَهَانِي». وروى عن علماء كثيرين يطول تعدادهم، وسمع من جماعة لا يحصون ومنهم ابن دريد إمام عصره في اللغة والأدب والشعر، والفضل بن الحباب الجمحي، والأخفش العالم النحوي الكبير، والأنباري، والطبري، ومحمد بن خلف بن المرزبان، وقدامة بن جعفر وآخرون. 

## سيرته وحياته

### تأريخ مولده ووفاته
التواريخ المقبولة عمومًا لميلاد الأصفهاني ووفاته هي 284 هـ / 897- 8 م و356 هـ / 967 م، بناءً على التواريخ التي قدمها الخطيب البغدادي والتي هي نفسها أساس رواية تلميذ الأصفهاني، محمد بن أبي الفوارس. ومع ذلك، يجب التعامل مع مصداقية هذه التواريخ بحذر. لم يذكر أي مصدر وفاته قبل عام 356/967، لكن العديد من المصادر تؤكد وفاته لاحقًا. تتعارض هذه التواريخ مع إشارة في كتاب آداب الغرباء المنسوب إلى الأصفهاني إلى كونه في ريعان شبابه (في أيام الشبيبة والصبا) في 356/967. يشير حساب التواريخ التقريبية لميلاده ووفاته من خلال أعمار تلاميذه ومعارفه إلى أنه ولد قبل 290هـ/902م وتوفي بعد 348هـ/960م.

### نسبه
هو أبو الفرج علي بن الحسين بن محمد بن أحمد بن الهيثم بن عبد الرحمن بن مروان ابن عبد الله بن الخليفة الأُموي مروان بن محمد بن الخليفة الأُموي ُمروان بن الحكم بن أبي العاص بن أمية ابن عبد شمس بن عبد مناف بن قصي بن كلاب بن مرة بن كعب بن لؤي بن غالب بن فهر بن مالك بن قريش بن كنانة.

### مولده ونشأته

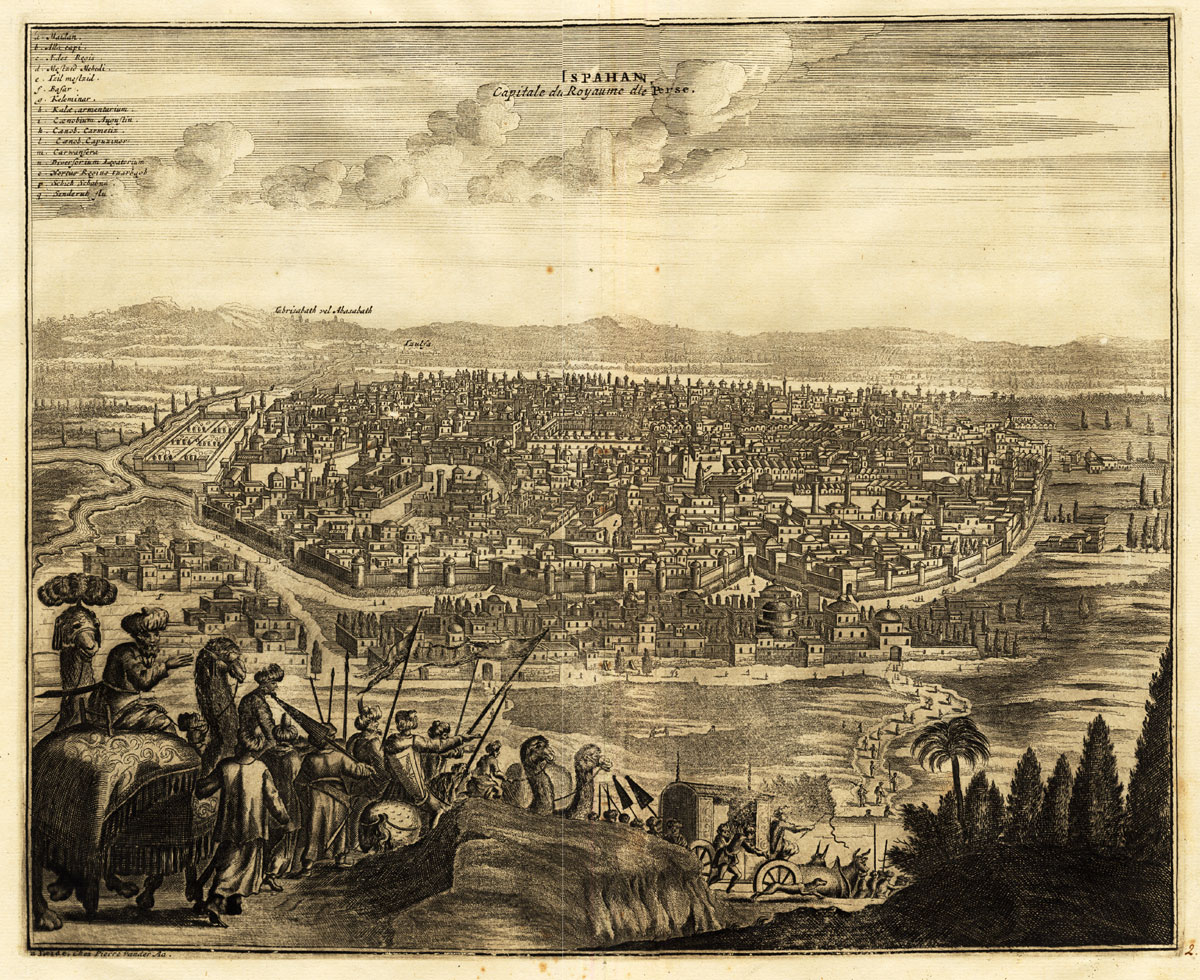
أصفهان، حيثُ ولد أبو الفرج وترعرع

وُلِد أبو الفرج الأصفهاني في أصفهان، ببلاد فارس (إيران حاليًا)، لكنه أمضى شبابه وأجرى أبحاثه المبكرة في بغداد (العراق حاليًا). كان سليلًا مباشرًا لآخر الخلفاء الأمويين، مروان الثاني، وبالتالي كان مرتبطًا بالحكام الأمويين في الأندلس، ويبدو أنه استمر في التراسل معهم وأرسل لهم بعض أعماله. اشتهر بمعرفته بالآثار العربية القديمة.

### عائلته
لقبه «الأصفهاني» يشير إلى مدينة أصفهان الواقعة على الهضبة الإيرانية. ويبدو أن ذلك اللقب قد كان شائعًا لدى باقي أفراد عائلته أيضا، وربما لم يكن فقط إشارة إلى مسقط رأسه، فكل إشارة يذكر فيها الأصفهاني اسم أحد من أقاربه من ناحية أبيه، كان يتضمن لقب الأصفهاني. وفقًا لابن حزم (384-456/ 994-1064)، فإن بعض أحفاد الخليفة الأموي الأخير، مروان بن محمد (72-132/ 691-750) (جد الأصفهاني الأكبر)، استقروا في أصفهان. ومع ذلك ، يجب أن يؤخذ في الاعتبار أن أقدم المعلومات المتوفرة حتى الآن بشأن تاريخ عائلة الأصفهاني تعود فقط إلى جيل جده الأكبر، أحمد الهيثم، الذي استقر في سامراء ما بين 221 هـ/ 835م و232هـ/847م. 
بناءً على مراجع الأصفهاني في كتاب الأغاني، يبدو أن أحمد بن الهيثم قد عاش حياة هنيئة في سامراء، بينما كان أبناؤه على اتصال بنخبة العاصمة العباسية في ذلك الوقت. كان ابنه عبد العزيز بن أحمد "من كبار الكتّاب في أيام المتوكل على الله (حكم من 232 إلى 247 / 847-861). وكان ابن آخر، وهو محمد بن أحمد ( أي جد الأصفهاني)، على صلة بمسؤولين عباسيين مهمين، ومنهم الوزير ابن الزيات (ت. 233/847)، والكاتب إبراهيم بن عباس الصولي (176-243 / 792-857)، والوزير عبيد الله بن سليمان (ت ٢٨٨/٩٠١) ، إلى جانب بعض من أعيان المسلمين بالإضافة إلى الحسين بن زيد الذي كان زعيم بني هاشم في عصره. استمرت العلاقات الوثيقة مع البلاط العباسي في جيل أبناء محمد، الحسن والحسين (والد الأصفهاني).
في مواضع مختلفة من كتاب الأغاني، يشير الأصفهاني إلى يحيى بن محمد بن ثوابة كجده من جهة والدته. غالبًا ما اقترح أن عائلة ثوابة، لكونها شيعية، قد ورَّثت ميلها الطائفي إليه. ومع ذلك، فإن توثيق كون عائلة ثوابة من الشيعة لم يتم إلا في مصدر متأخر، وهو أحد أعمال ياقوت الحموي (574-626 / 1178-1225). على الرغم من أنه من المعقول أن تكون عائلة ثوابة ذات نزعة شيعية بطريقة أو بأخرى، حيث أن العديد من العائلات النخبوية التي كانت تعمل في ظل الخلافة العباسية خلال هذه الفترة من الزمن كانت من الشيعة أو متحالفة مع العلويين، لا يوجد دليل على أن أفراد عائلة ثوابة اعتنقوا شكلاً متطرفًا من التشيّع.
باختصار، ينحدر الأصفهاني من عائلة متحصنة بشبكات النخبة العباسية، والتي تضمنت المسؤولين والعلويين. على الرغم من لقب «الأصفهاني»، لا يبدو أن لعائلة الأصفهاني علاقة قديمة أو كبيرة بمدينة أصفهان. على العكس من ذلك، كان مقر الأسرة في سامراء، على الأقل ابتداء من جيل أحمد بن الهيثم، ثم بغداد. عمل عدد قليل من أفراد هذه العائلة ككُتَّاب، مع الحفاظ على الصداقات أو التحالفات مع الكتبة والوزراء والأعيان الآخرين. مثل العديد من نخبة البلاط، حافظت عائلة الأصفهاني على علاقة ودية مع نسل علي وتحالفت مع عائلات أخرى، مثل عائلة ثوابة. ومع ذلك، من الصعب تصنيف هذا التوقير والتحالف مع نسل علي كاصطفاف طائفي، بالنظر إلى المعلومات الضئيلة عن عائلة الأصفهاني وانسيابية الهويات الطائفية في ذلك الوقت.

### التعليم والمسيرة
انعكس التواصل والعلاقات الاجتماعية الواسعة لعائلة الأصفهاني في مصادره. من بين مخبريه المباشرين الذين استشهد بهم الأصفهاني في أعماله أفراد عائلته، الذين كانوا ذوي صلة كبيرة بعائلات بارزة أخرى، كما هو مذكور أعلاه، من بينهم ثوابة، بنو منجم، اليزيديون، عائلة الصولي، بنو حمدون، بنو المرزبان والطالبيين.
بالنظر إلى أن الأصفهاني وعائلته استقروا على الأرجح في بغداد في بداية القرن العاشر، فليس من المستغرب أنه التقى ونقل عن عدد كبير من سكان أو زوار تلك المدينة، على سبيل المثال لا الحصر: الخفاف علي بن سليمان الأخفش (توفي 315/927 أو 316/928)، ومحمد بن جرير الطبري (ت 310/922). ومثل غيره من العلماء في عصره، سافر الأصفهاني بحثًا عن المعرفة. على الرغم من أن التفاصيل ليست كافية بالنسبة للباحثين المعاصرين لتحديد تواريخ رحلاته، بناءً على الأسانيد التي يستشهد الأصفهاني بها بشكل متسق ودقيق في كل كتاباته، إلا أنه من المؤكد أنه نقل عن عبد الملك بن مسلمة وعاصم بن محمد في أنطاكيا، وعبد الله بن. محمد بن إسحاق في الأحواز، ويحيى بن أحمد بن الجون في الرقة. وإذا قبلنا نسب كتاب أدب الغرباء إلى الأصفهاني، فقد زار مدينة البصرة مرة واحدة، بالإضافة إلى مدن أخرى مثل حصن مهدي في نواحي خوزستان. ومع ذلك ، لا يبدو أن أيًا من هذه المدن قد تركت تأثيرًا هائلاً على الأصفهاني كما فعلت مدينتي الكوفة وبغداد. في حين أن مخبري الأصفهاني البغداديين كانوا ذوي خبرة بالإضافة إلى امتلاكهم لميول طائفية وعقائدية، يمكن وصف مصادره في الكوفة، إلى حد ما، بأنها إما شيعية أو حريصة على نشر معلومات تمدح علي ونسله. على سبيل المثال، يُستشهد بابن عقدة (ت 333/944)، المذكور في كل من الأغاني والمقاتل، بشكل متكرر في الروايات التي تمدح نسل علي.
قد لا تكون رحلة الأصفهاني في البحث عن المعرفة مميزة بشكل خاص وفقًا لمعايير عصره، لكن تنوع وظائف مصادره واطلاعها مثير للإعجاب بلا شك. يمكن تصنيف مخبريه إلى الفئات التالية: علماء اللغة والنحاة؛ المطربين والموسيقيين. بائعي الكتب والورَّاقين والصحَّافين؛ والرفقاء.  والمؤدبون (المدرسون)؛ والكتبة ؛ والأئمة أو الخطباء؛ وعلماء الدين (علماء الأحاديث النبوية الشريفة، أو التلاوة والتفسير، أو الفقه) والقضاة؛ والشعراء. والأخباريون (ناقلو الروايات من جميع الأنواع، بما في ذلك الأنساب والنصوص والأقاويل التاريخية والسردية). أدى تنوع الرواة ورواياتهم إلى إثراء الإنتاجات الأدبية للأصفهاني، والتي تغطي مجموعة واسعة من الموضوعات من الحكايات المسلية إلى روايات استشهاد نسل علي. أوضح تعليق أبو علي المحسن التنوخي (329-384 / 941-994) سعة معرفة الأصفهاني:
بمعرفته الموسوعية بالموسيقى، والموسيقيين، والشعر، والشعراء، وعلم الأنساب، والتاريخ، ومواضيع أخرى، أثبت الأصفهاني نفسه عالمًا ومعلمًا مثقفًا.

كما عمل أيضًا كاتبًا وهذا ليس مفاجئًا، نظرًا لصلات أسرته في هذا المجال، لكن تفاصيل أنشطته ككاتب غامضة إلى حد ما. وعلى الرغم من أن التنوخي والبغدادي يشيران إلى الأصفهاني بصفته «كاتبا»، إلا أنهما لا يذكران شيئًا عن مكان عمله أو لمن عمل. لم تأت تفاصيل وظيفته ككاتب إلا لاحقًا، في كتابات ياقوت، الذي تعد العديد من رواياته عن الأصفهاني إشكالية. على سبيل المثال، يدعي ياقوت أن الأصفهاني كان كاتب ركن الدولة (ت 366/976) ويذكر استياءه من أبو الفضل بن العميد (ت 360/970). ومع ذلك، فإن نفس الرواية ذكرها أبو حيان التوحيدي (عاش في القرن الرابع الهجري/ العاشر الميلادي) في كتابه «أخلاق الوزيرين» حيث عُرّف كاتب ركن الدولة المذكور بأبي الفرج حمد بن محمد وليس أبو الفرج الأصفهاني.
وبالتالي، من الصعب أن يعرف الباحثون على وجه اليقين كيف وأين عمل الأصفهاني كاتبًا. ومع ذلك، فإن ارتباط الأصفهاني بالوزير أبو محمد المهلبي (291-352 / 903-963) موثق جيدًا. بدأت الصداقة بينهما قبل ولاية المهلبى عام 339 هـ / 950 م. ويؤكد تلك العلاقة الوطيدة بينهما شعر الأصفهاني الذي جمعه الثعلبي (350-429 / 961-1038): وكانت نصف القصائد الأربعة عشر مخصصة لمدح المهلبى. بالإضافة إلى ذلك، يشير عمل الأصفهاني «الإماء الشواعر»، إلى الوزير - وعلى الأرجح يقصد المهلبي - على أنه من المخلصين له. بينما كان مؤلفه المفقود مناجب الخصيان، الذي يتحدث عن اثنين من المطربين الذكور المخصيين المملوكين للمهلبي، كان إهداءً له. بالإضافة إلى ذلك، فعمله الأشهر كتاب الأغاني من المحتمل أن يكون قد كُتِب مدحًا وإهداءً بلمهلبي أيضًا. كعائد لجهوده الأدبية، بحسب التنوخي، تلقى الأصفهاني العديد من المكافآت من الوزير. علاوة على ذلك، من أجل صداقتهما طويلة الأمد ومن منطلق احترامه لعبقرية الأصفهاني، قيل أن المهلبي قد تحمل «أخلاق الأصفهاني الفظيعة وسوء نظافته الشخصية». وقد روى أيضًا ياقوت الحموي في كتابه معجم الأدباء أن أبو الفرج كان من ندماء الوزير أبو حمد المهلبي الخصيصين به ، وكان وسـخًـا قذرًا لم يغسل لهُ ثوب منذ فصله إلى أن قطعه. لم تذكر المصادر شيئًا عن مصير الأصفهاني بعد وفاة المهلبي. في سنواته الأخيرة، بحسب تلميذه محمد بن أبو الفوارس، عانى من أمراض الشيخوخة. وأمضى أواخر سنين حياته في أجزاء مختلفة من العالم الإسلامي، في حلب مع سيف الدولة الحمداني (الذي أهدى له كتاب الأغاني)، وفي الري مع الوزير البويهي ابن عباد، وفي أماكن أخرى.

### الشخصية والتفضيلات والمعتقدات
كان الأصفهاني شخصًا غير تقليدي، بمعنى أنه لا يبدو أنه كان مهتمًا بمراعاة أصول اللياقة الاجتماعية الشائعة في عصره، كما أشار مصدر سيرة ذاتية: «بعدم حفاظه على نظافته الشخصية، قدم مثالاً مضادًا للأناقة والظرف»، وذلك وفقًا لأحد معلميه، أبو الطيب الوشاء. حدّث أبو الحسن هلال بن المحسن بن إبراهيم بن هلال الصابئ في الكتاب الذي ألفه في أخبار الوزير المهلبيّ قال: «كان أبو الفرج الأصفهاني وسخاً قذراً لم يغسل له ثوباً منذ فصّله إلى أن قطعه، وكان الناس على ذلك يحذرون لسانه ويتقون هجاءه ويصبرون في مجالسته ومعاشرته ومؤاكلته ومشاربته على كل صعب من أمره؛ لأنه كان وسخا في نفسه ثم في ثوبه وفعله، حتى إنه لم يكن ينزع درّاعة يقطعها إلا بعد إبلائها و تقطيعها، ولا يعرف لشئ من ثيابه غسلا ولا يطلب منه في مدّة بقائه عوضا». وحكى القاضي أبو علي التنوخي في كتاب نشوار المحاضرة وأخبار المذاكرة «أن أبا الفرج كان أكولاً نهماً، وكان إذا ثقل الطعام في معدته تناول خمسة دراهم فلفلا مدقوقا ولا يؤذيه ولا تدمع منه عيناه، وهو مع ذلك لا يستطيع أن يأكل حمصة واحدة أو يصطبغ بمرقة قدر فيها حمص، وإذا أكل شيئاً يسيراً من ذلك شرى بدنه كله من ذلك، وبعد ساعة أو ساعتين يفصد وربما فصد لذلك دفعتين». قال: «وأسأله عن سببه فلا يكون عنده علم منه. ويقال: إنه لم يدع طبيباً حاذقا على مرور السنين إلا سأله عن سببه فلا يجد عنده علما ولا دواء». لم يمنعه عدم امتثاله للأعراف الاجتماعية ذلك من أن يكون جزءًا من حاشية المهلبي أو من مشاركته في التجمعات الأدبية، ولكنه أدى حتماً إلى احتكاكات وعداء مع علماء آخرين. وعلى الرغم من أن الأصفهاني بدا غريب الأطوار لمعارفه من البشر، إلا أنه كان مهتمًا ومعتنيًا بهره، وعالج مغصًا أصابه بحقنة شرجية. وقيل أن أبا الفرج لم يكن يرضى لنفسه إلا الإجلال والاحترام، ولا يصبر على أي تهاون في ذلك يلقاه حتى من أكابر الدولة ورؤوس الملك في بغداد.
على النقيض من أسلوبه في الحياة غير المألوف، فإن أسلوب الأصفهاني النثري واضح، وتميز «بلغة واضحة وبسيطة، مع صدق وصراحة غير عاديين». أوضح أبو ديب قدرة الأصفهاني الكتابية، حيث وصف الأصفهاني بأنه «واحد من أفضل كتاب النثر العربي في عصره، وامتلك قدرة ملحوظة على إيصال أنواع متباينة ومتنوعة من الأخبار بأسلوب ثري وواضح وإيقاعي ودقيق، واستغل أحيانًا بعض التأثيرات شكلية مثل السجع. كما كان شاعراً جيداً ذا خيال واسع. وعبر شعره عن انشغالات وتأملات مماثلة لتلك التي امتلكها شعراء الحضر الآخرين في عصره». وتجسد توثيقات الأسانيد الخاصة به وتحققه الدقيق من المعلومات المقدمة في كل أعماله، تجسد شخصية علمية حقيقية. عادة كان الأصفهاني -في مناقشته لموضوع أو حدث ما- يسمح لمصادره بالتحدث، لكنه، في بعض الأحيان، كان يعرب عن تقييمه للقصائد والأغاني، وكذلك لمبدعيها. عند التعامل مع الروايات المتضاربة، ترك الأصفهاني الخيار لقرائه ليقرروا أو يصدروا حكمهم على الرواية الأكثر مصداقية. ومع ذلك، فقد أدان بصراحة المصادر التي اعتقد أنها لا يمكن الاعتماد عليها، مثل ابن خرداذبة في المعلومات الموسيقية وابن الكلبي في علم الأنساب. قام الأصفهاني بتقييم مصادره بعين ناقدة، بينما سعى جاهداً لتقديم نظرة أكثر توازناً في كتابة السير، من خلال التركيز على المزايا بدلاً من توضيح العيوب.
ومع ذلك، فإن تفضيلات الأصفهاني الشخصية وانحيازه الطائفي ليسا غائبين عن أعماله. من حيث الموسيقى والأغاني، فإن الأصفهاني من محبي إسحاق بن إبراهيم الموصلي (155-235 / 772-850). وفي رأي الأصفهاني، كان إسحاق رجلاً متعدد المواهب، برع في عدد من المجالات وأهمها الموسيقى. واعتبر الأصفهاني إسحاق كجامع للروايات عن الشعراء والمغنين، مصدرًا مهمًا في كتاب الأغاني. إلى جانب كونه منجمًا للمعلومات، فإن وسيلة إسحاق في استخدام المصطلحات لوصف الأنماط اللحنية قد فُضِّلت على مصطلحات خصمه إبراهيم بن المهدي (162-224 / 778-839) في كتابه الأغاني. علاوة على ذلك، يعتقد أن الأصفهاني شرع في الأساس في تجميع الأغاني لأنه كُلِّف من قبل راعيه بإعادة تجميع قائمة الأغاني «الرائعة» التي اختارها إسحاق. وبعبارة أخرى، فإن سبب وجود الأغاني مرتبط جزئيًا بإسحاق بن إبراهيم، ومعلومات الأصفهاني عن المطربين والأغاني تدين له بالكثير. يمكن ملاحظة إعجاب الأصفهاني بالعلماء أو الأدباء من وقت لآخر، عادة في تعليقات عابرة في سلاسل النقل والإسناد. إلا أن الأصفهاني يعبر بصراحة عن إعجابه في بعض الحالات، مثل إعجابه بابن المعتز (247-296 / 862-909).
بصفته أمويًا من حيث الأصل، ذكر كُتَّاب سيرة الأصفهاني لاحقًا انتمائه الشيعي، مستغربين ذلك. ومع ذلك، في ضوء تاريخ صلات العائلة بالنخبة العباسية ذات الميول الشيعية، وتجربة تعلمه في الكوفة، فإن قناعته الشيعية مفهومة. الطوسي (385-460 / 995-1067) هو المصدر القديم  الوحيد الذي حدد الطائفة الشيعية التي انتمي إليها، وذكر أن الأصفهاني كان زيديًا. على الرغم من أن رواية الطوسي مقبولة على نطاق واسع، إلا أن صحتها ليست مؤكدة بالكامل. إذ يبدو أن الأصفهانيين لم يكونوا على علم بآخر الحركات الزيدية في اليمن وطبرستان في عصره، بينما ما زال ارتباطه بمجتمع الكوفة الزيدي لم تتم دراسته بعمق بعد. من الواضح، بناءً على فحص كيفية تنقيح الأصفهاني للروايات الموجودة تحت تصرفه، أنه قد عظَّم عليًا، والذي لعب دورًا بارزًا في أعماله، أكبر بكثير من الخلفاء الثلاثة الأوائل، وبعضًا من نسله أيضًا، بما في ذلك زيد بن علي (75-122 / 694-740)، وذلك من خلال عرضهم بشكل إيجابي، مع التشكيك في استقامة أعدائهم في بعض الحالات. وعلى الرغم من ذلك، لم يكن الأصفهاني حريصًا على التعرف على أئمة الماضي، ولم يتحدث عن صفات الإمام  في واقع الأمر، بالكاد استخدم كلمة إمام، ولم يستخدمها في وصف زيد بن علي حتى. علاوة على ذلك، فهو لم يوافق دون قيد أو شرط على أي تمرد علوي ولم يظهر أي حماس تجاه المجموعة التي يشير إليها بالزيديين. وباختصار، يرى الباحثون أنه من الأفضل وصف قناعة الأصفهاني الشيعية بأنها حب معتدل لعلي بن أبي طالب دون المساس بكرامة الخلفاء قبله.

### تلاميذه
كان الأصفهاني أحد أبرز العلّامات في عصره، وقد حضر مجالسه العديد من أبرز علماء عصره وتتلمذوا على يده، ومن هؤلاء الدارقطني، وإبراهيم بن أحمد الطبري، وابن أبي الفوارس، وعلي بن أحمد بن داود الرزاز، وآخرون. 

### أقوال العلماء فيه
- قال أبو الفرج الجوزي في كتابه المنتظم في تاريخ الملوك والأمم: كان يتشيع ومثله لا يوثق بروايته ، فإنه يصرح في كتبه بما يوجب عليه الفسق ، ويهون شرب الخمر وربما حكى ذلك عن نفسه ، ومن تأمل كتاب الأغاني رأى كل قبيح ومنكر.[111]
- قال شمس الدين الذهبي: صاحب الأغاني العلامة الأخباري أبو الفرج، كان بحرا في نقل الآداب، وكان بصيرا بالأنساب وأيام العرب، جيد الشعر. والعجب أنه أموي شيعي! وكان وسخا زريا، وكانوا يتقون هجاءه.[112]
- قال ابن تغري: الإمام العلامة أبو الفرج الأصبهانىّ الكاتب، مصنّف كتاب الأغانى وغيره؛ سمع الحديث وتفقّه وبرع واستوطن بغداد من صباه، وكان من أعيان أدبائها؛ كان أخباريّا نسّابة شاعرا ظاهرا بالتشيّع.[113]
- قال عنهُ ابن الجوزي البغدادي: (ومثله لا يوثق بروايته، يصح في كتبه بما يوجب عليهِ الفسق، ويهون شرب الخمر، وربما حكى ذلك عن نفسهِ، ومن تأمل كتاب الأغاني، رأى كل قبيح ومنكر).[114]
- قال ابن حجر العسقلاني في قول الذهبي: أبو فرج الأموي صاحب كتاب الأغاني شيعي وهذا نادر في أموي! كان إليه المنتهى في معرفة الأخبار وأيّام الناس والشعر والغناء والمحاضرات يأتي بأعاجيب يحدِّثنا وكان كتبه في حدود الثلاث مائة فكتب مالا يوصف كثرة حتّى لقد اتَّهم والظاهر أنَّه صدوق.[115][116]
- قال الحموي: كان أبو الفرج الأصفهاني من ندماء الوزير أبو محمد المهلبي الخصيصين به ، وكان وسـ**ـخًا قـ**ـذرًا لم يغسل له ثوب منذ فصله إلى أن قطعه وكان مشهورًا عند أهل العلم بتشيعه وكذبه.[117]
- قال ابن خلكان: الأصبهاني صاحب كتاب «الأغاني» وجده مروان بن محمد المذكور آخر خلفاء بني أمية؛ وهو أصبهاني الأصل بغدادي المنشأ، كان من أعيان بغداد وأدبائها، وأفراد مصنفيها، وروى عن عالم كثير من العلماء يطول تعدادهم، وكان عالماً بأيام الناس والأنساب والسير.[118]
- قال التنوخي: كان أبو الفرج يحفظ من الشعر والأغاني والأخبار والآثار والأحاديث المسندة والنسب ما لم أر قط من يحفظ مثله، ويحفظ دون ذلك من علوم أخرى منها اللغة والنحو والخرافات والسير والمغازي، ومن آلة المنادمة شيئاً كثيراً، مثل علم الجوارح والبيطرة ونتف من الطب والنجوم والأشربة وغير ذلك، وله شعر يجمع إتقان العلماء وإحسان الظرفاء الشعراء.[119]
- قال الخطيب البغدادي: أبو الفرج الأموي الكاتب المعروف بالأصبهاني: حدثني أبو عبد الله الحسين بن محمد القاسم العلوي أنه سمع النوبختي يقول: (كان أبو الفرج أكذب الناس ، كان يدخل سوق الورَّاقين وهي عامرة والدكاكين مملوءة بالكتب فيشتري شيئًا كثيرًا من الصحف ويحملها إلى بيته ثم تكون رواياته كلها منها).[120] وكان عالماً بأيّام الناس والأنساب والسيرة، وكان شاعراً محسناً، والغالب عليه رواية الأخبار والآداب، وصنَّف كتباً كثيرة.[121]
- قال الثعالبي: عَليّ بن الْحُسَيْن الْأمَوِي الْأَصْبَهَانِيّ الأَصْل الْبَغْدَادِيّ المنشأ وَكَانَ من أَعْيَان أدبائها وأفراد مصنفيها وَله شعر يجمع إتقان الْعلمَاء وإحسان ظرفاء الشُّعَرَاء.[122]
- قال ابن خلدون: وقد ألف القاضي أبو الفرج الاصبهاني كتابه في الاغاني جمع فيه أخبار العرب وأشعارهم وأنسابهم وأيامهم ودولهم وجعل مبناه على الغناء في المائة صوتا التي اختارها المغنون للرشيد فاستوعب فيه ذلك أتم استيعاب وأوفاه ولعمري إنه ديوان العرب وجامع أشتات المحاسن التي سلفت لهم في كل فن من فنون الشعر والتاريخ والغناء وسائر الاحوال ولا يعدل به كتاب في ذلك فيما نعلمه وهو الغاية التي يسمو إليها الاديب ويقف عندها وأنى له به.[123]
- قال ابن النديم عنهُ: كان شاعراً مصنفاً ادبياً، وله رواية يسيرة، وأكثر تعويله كان في تصنيفه على الكتب المنسوبة الخطوط أو غيرها من الأصول الجياد.[124]
- قال هلال الصابئ: كان أبو الفرج. غزير الأدب، عالي الرواية، حسن الدراية، وله تصنيفات منها كتاب الأغاني، وقد أورد فيه ما دل به على اتساع علمه وكثرة حفظه.[125]
- قال القفطي: أبو الفرج الأموىّ الكاتب المعروف بالأصبهانىّ الأخبارىّ النحوىّ اللغوىّ الشاعر. روى عن عالم من العلماء يطول تعدادهم، وكان عالما بأيام الناس والأنساب والسيرة، وكان شاعرا محسنا.[126]

## مؤلفاته
للأصفهاني مجموعة كبيرة من المؤلفات، أشهرها؛

### كتاب الأغاني

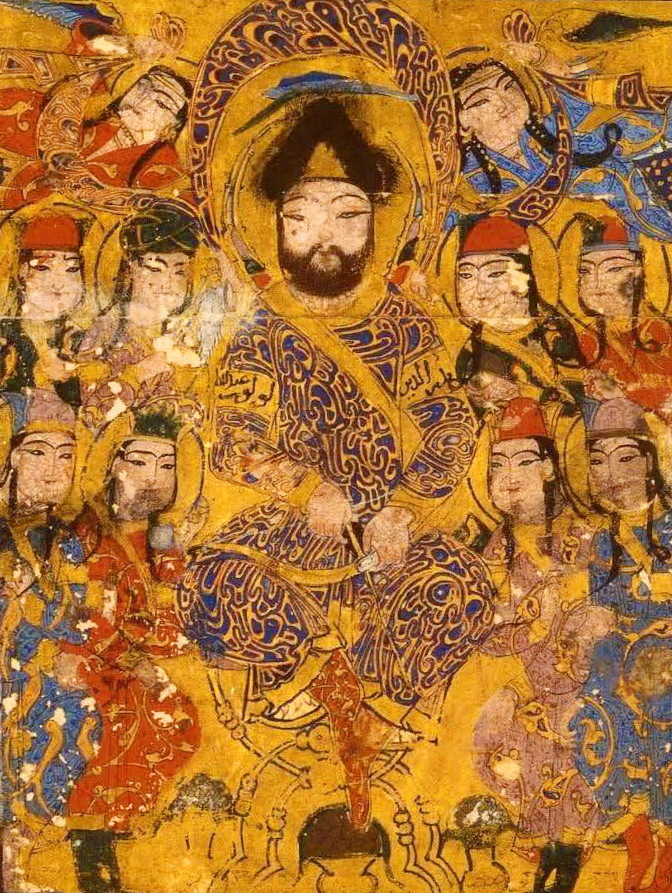
صفحة من «كِتَابُ اَلْأَغَانِي» تُصور بدر الدين لؤلؤ، حاكم الموصل.

يعد هذا الكتاب من كتب فن الغناء والموسيقى في العصر العباسي. حيث ألف الكثير وجاء أبو الفرج الأصفهاني ليأخذ كل ما في تلك الكتب من ميزات ومحاسن وليضيف إليها كل ما لديه من إمكانات ومقدرة فنية وعلم بهذا الفن الذي ارتفع في زمانه حتى وصل الذروة.
والقارئ إذا كان له إلمام بالموسيقى الشرقية وفن الغناء العربي يدرك مقدار تعمق أبي الفرج بهذا الفن. ولكنه بطبيعته الموسوعية، وتمثله معارف عصره كلها أراد أن يكون كتابه غاية ما ألف في مضماره وأعلاه، فما أتى بصوت مغني حتى رجع إلى قائل الشعر، وتوقف عند أخباره بعد ذكر اسمه ونسبه، فلا يترك شاردة ولا واردة إلا أتى بها.
ولم يكتف أبو الفرج بالصوت المغنى ولا القصيدة التي غنيت منها أبيات، وإنما رجع إلى كل ما قاله الشاعر أو إلى أكثره مع إيراد الأخبار المتعلقة بذلك الشاعر وعلاقته بعصره وصلاته بالناس، ولا سيما الطبقة العليا، وعلى وجه الخصوص الخلفاء والأمراء والوزراء.
وكتاب الأغاني والذي جاء ضمن خمس وعشرين جزءاً هو بحد ذاته تاريخ فن الغناء العربي، ما من مغن إلا وأفرد له أبو الفرج حيّزاً يخصه ويتحدث عنه وعن أخباره وفنه متوسعاً في ذلك ما أمكنه، لا يألوا جهداً في هذا المجال، ولا يقصر. وقد حاول أبو الفرج السير على طريقة معاصره في إسناد الأخبار فجاء بسلسلة الرواة الذين أوصلوا الخبر إليه أخيراً، ولم ينس أن يذكر الروايات كلها، وكأنها أراد بذلك أن يوثق كتابه. ولقد حوى الكتاب على الكثير من الأخبار المكذوبة ورد عليه الكثير من العلماء والفقهاء ومنهم المؤرخ الشاعر وليد الأعظمي في كتابهِ السيف اليماني في نحر الأصفهاني، وبين زيف أكاذيبه وبطلان أدعاءه، ويدرس كتاب الأغاني في كثير من الدول العربية كمصدر من مصادر التراث وهو يحوي هذه القصص الكاذبة والخرافية عن الخلفاء العرب والمسلمين.

### مقاتل الطالبيين
يعد كتاب مقاتل الطالبيين «لأبي فرج الأصفهاني» كنز من كنوز الأدب والتاريخ ترجم فيه أبو الفرج للشهداء من ذرية أبي طالب منذ عصر رسول الله إلى الوقت الذي شرع يؤلف فيه كتابه، وهو جمادى الأول سنة ثلاثة عشر وثلاثمائة سواء أكان المترجم له قتيل الحرب أو صريع الحرب أو صريع السم في السلم، وسواء أكان مهلكه في السجن أو في مهربة أثناء تواريه من السلطان. وقد رتب مقاتلهم في السياق الزمني ولم يرتبها على حسب أقدارهم في الفضل ومنازلهم في المجد. 
وقد صنف أبو الفرج أخبارهم، ونظم سيرهم، ورصف مقاتلهم، وجلى قصصهم بأسلوبه الساحر، وبيانه الآسر وطريقته الفذة في حسن العرض، ومهارته الفائقة في سبك القصة، وحبك نسجها، وائتلاف أصباغها وألوانها، وتسلسل فكرتها، ووحدة ديباجتها، وتساوق نصاعتها، على اختلاف رواتها وتعدد روايتها وتباين طرقها، حتى لتبدو وكأنها بنات فكر واحد وهذا هو سر الصنعة في أدب أبي الفرج الأصفهاني. 
كان موضوع مقاتل الطالبيين إذاً محبباً إلى نفس أبي الفرج فحشد له همته، وجند روايته، وصنعه على عينيه فجاء جامعاً لأشتات محاسنهم، وصار عمدة لكل من أتى بعده وقصد قصده. واوجز ما يقال في وصف مقاتل الطالبيين انه دائرة معارف لتاريخ الطالبيين وأدبهم في القرون الثلاثة الأولى.
- اخبار القيان
- اخبار الطفيليين
- اخبار جحظة البرمكي
- أيام العرب، ألف وسبعمائة يوم
- الإماء الشواعر
- أدب الغرباء
- أدب السماع
- الاخبار والنوادر
- الفرق والمعيار في الأوغاد والأحرار
- المماليك الشعراء
- الغلمان المغنين
- الحانات
- التعديل والانتصاف في اخبار القبائل وانسابها
- تفضيل ذي الحجة
- تحف الوسائد في اخبار الولائد
- الخمارين والخمارات
- دعوة التجار
- دعوة الأطباء
- الديارات
- رسالة في الأغاني
- مجرد الأغاني
- مجموع الاخبار والآثار
- مناجيب الخصيان
- كتاب النغم
- نسب المهالبة
- نسب بني عبد شمس
- نسب بني شيبان
- نسب بني كلاب
- نسب بني تغلب.

### الديارات
جمع أبو الفرج في هذا الكتاب أخبار الأديرة المعروفة في عصره بالعراق والشام وفلسطين والجزيرة وغيرها، وهو السادس بين مؤلفاته، نشره بعد كتبه «الأغاني» و«مقاتل الطالبيين» و«أدب الغرباء» و«الإملاء الشواعر» و«القيان». وهو من كتب السمر التي شكلت مرجعاً لكل من صنف في هذا المجال من بعده. وقد فقدت مخطوطته وما زالت مفقودة ولم يتبق لنا منه غير طائفة من النصوص التي نقلها عنه بعض المؤلفين، فجمعه محققه من المخطوطات والكتب التي نقلت عنه مباشرة، وبذلك أعاده إلى المكتبة العربية بعد فقد طال زمانه.

## وفاته
أُصيب أبو الفرج بالفالج آخر حياته، وقيل أنه خلّط قبل وفاته. توفي أبو الفرج في الرابع عشر من ذي الحجة سنة 356 هـ الموافق 21 نوفمبر عام 967 م في بغداد. 

## الأعمال المستشهد بها
- Amīn، Aḥmad (2009). Ẓuhr al-Islām. Cairo: Sharikat Nawābigh al-Fikr.
- ʿĀṣī، Ḥusayn (1993). Abū al-Faraj al-Iṣfahānī. Beirut: Dār al-Kutub al-ʿIlmiyya.
- al-Aṣmaʿī، Muḥammad ʿA. (1951). Abū al-Faraj al-Iṣbahānī wa-kitābuhu al-Aghānī: dirāsa wa-taḥlīl li-azhā al-ʿuṣūr al-islāmiyya. Cairo: Dār al-Maʿārif.
- Ibn al‑Athīr (1987). al-Daqqāq، Muḥammad Y. (المحرر). al‑Kāmil fī al-tārīkh. Beirut: Dār al-Kutub al-ʿIlmiyya.
- Azarnoosh، Azartash (1992). "'Abū al-Faraj". في Madelung، Wilferd؛ Daftary، Farhad (المحررون). Encyclopaedia Islamica (ط. 1). Leiden: Brill. DOI:10.1163/1875-9831_isla_COM_0059. ISSN:1875-9823. OCLC:225873940.
- Bahramian، Ali (1992). "Maqātil al-Ṭālibīyīn". في Madelung، Wilferd؛ Daftary، Farhad (المحررون). Encyclopaedia Islamica (ط. 1). Leiden: Brill. ISSN:1875-9823. OCLC:225873940.
- Bosworth، Clifford E. (2012). "al-Ṭabarī". في Bearman، Peri؛ Bianquis، Thierry؛ Bosworth، Clifford؛ van Donzel، Wolfhart؛ Heinrichs (المحررون). Encyclopaedia of Islam (ط. 2). Leiden: Brill. DOI:10.1163/1573-3912_islam_COM_1133. ISSN:2214-9945. OCLC:846873166. مؤرشف من الأصل في 2021-08-09. اطلع عليه بتاريخ 2018-07-24. {{استشهاد بكتاب}}: تجاهل المحلل الوسيط |صحيفة= (مساعدة)
- Bosworth، Clifford E.؛ Marín، Manuela؛ Smith، G.R. (2012). "Ṭāhirids". في Bearman، Peri؛ Bianquis، Thierry؛ Bosworth، Clifford؛ van Donzel، Wolfhart؛ Heinrichs (المحررون). Encyclopaedia of Islam (ط. 2). Leiden: Brill. DOI:10.1163/1573-3912_islam_COM_1152. ISSN:2214-9945. OCLC:846873166. مؤرشف من الأصل في 2021-08-09. اطلع عليه بتاريخ 2018-07-24. {{استشهاد بكتاب}}: تجاهل المحلل الوسيط |صحيفة= (مساعدة)
- Brown، Jonathan (2008). "Crossing Sectarian Boundaries in the 4th/10th Century: Ibn 'Uqda, a Man for All Seasons,'". Al-Usur Al-Wusta. ج. 20 ع. 2: 55–58. مؤرشف من الأصل في 2023-04-05.
- al-Isfahani، Abu’l Faraj (1888)، Brünnow، Rudolf-Ernst (المحرر)، The Twenty-First Volume of Kitāb al-Aġānī; a Collection of Biographies not contained in the edition of Bulāq, Edited from Manuscripts in the Royal Library of Munich، Toronto: Lidin Matba' Bril
- Crone، Patricia (2005). Medieval Islamic Political Thought. Edinburgh: Edinburgh University Press.
- Crone، Patricia؛ Moreh، Shmuel (2000). "The Authorship of the Ghurabāʾ" in The Book of Stranger: Medieval Arabic Graffiti on the Theme of Nostalgia, by al-Iṣfahānī. Princeton: Markus Wiener Publishers.
- Abū Deeb، K. "Abū'l-Faraj Eṣfahānī". Encyclopaedia Iranica (ط. online). مؤرشف من الأصل في 2021-05-18. اطلع عليه بتاريخ 2019-07-23.
- al-Dhahabī، Muḥammad b. Aḥmad (1995). Muʿawwaḍ، ʿAlī M.؛ ʿAbd al-Mawjūd، ʿĀdil A. (المحررون). Mīzān al-iʿtidāl fī naqd al-rijāl. Beirut: Dār al-Kutub al-ʿIlmiyya.
- al-Dhahabī، Muḥammad b. Aḥmad (2004). ʿAbd al-Mannān، Ḥassān (المحرر). Siyar aʿlām al-nubalāʾ. Beirut: Bayt al-Afkār al-Dawliyya. OCLC:962974446. مؤرشف من الأصل في 2020-07-03.
- van Ess، Josef (2017). Theology and Society in the Second and Third Centuries of the Hijra : a History of Religious Thought in Early Islam. ترجمة: O’Kane، John. Leiden: Brill. DOI:10.1163/9789004323384. ISBN:978-90-04-32317-9. OCLC:962853051. مؤرشف من الأصل في 2020-07-04.
- Fleischhammer, Manfred (2004). Die Quellen des "Kitāb al-Aġānī" (بالألمانية). Harrassowitz Verlag. ISBN:9783447050791. OCLC:57010704. Archived from the original on 2023-04-06.
- Fleischhammer، Manfred (2012). "Munad̲j̲d̲j̲im". في Bearman، Peri؛ Bianquis، Thierry؛ Bosworth، Clifford؛ van Donzel، Wolfhart؛ Heinrichs (المحررون). Encyclopaedia of Islam (ط. 2). Leiden: Brill. DOI:10.1163/1573-3912_islam_SIM_5501. ISSN:2214-9945. OCLC:846873166. مؤرشف من الأصل في 2021-08-09. اطلع عليه بتاريخ 2018-07-24. {{استشهاد بكتاب}}: تجاهل المحلل الوسيط |صحيفة= (مساعدة)
- Günther, Sebastian (1991). Quellenuntersuchungen zu den "Maqātil al-Ṭālibīyīn" des Abū-l-Farağ al-Iṣfahānī (gest. 356/967): Ein Beitrag zur Problematik der mündlichen und schriftlichen Überlieferung in der mittelalterlichen arabischen Literatur (بالألمانية). Hildesheim: Georg Olms Verlag. ISBN:9783487094298. OCLC:27707486. Archived from the original on 2019-10-30.
- Günther، Sebastian (1994). "Maqâtil Literature in Medieval Islam". Journal of Arabic Literature. ج. 25 ع. 3: 192–212. DOI:10.1163/157006494x00103. ISSN:0085-2376. مؤرشف من الأصل في 2023-05-24.
- Günther، Sebastian (2007). "Abū al-Faraj al-Iṣfahānī". في Krämer، Gudrun؛ Matringe، Denis؛ Nawas، John؛ Rowson، Everett (المحررون). Encyclopaedia of Islam (ط. 3). Leiden: Brill. DOI:10.1163/1573-3912_ei3_COM_0105. ISSN:1873-9830. OCLC:145927975. مؤرشف من الأصل في 2021-07-04. اطلع عليه بتاريخ 2018-07-24. {{استشهاد بكتاب}}: تجاهل المحلل الوسيط |صحيفة= (مساعدة)
- Haider، Najam (2008). "The Community Divided: A Textual Analysis of the Murders of Idrīs b. ʿAbd Allāh (d. 175/791)". Journal of the American Oriental Society. ج. 128 ع. 3: 459–475. مؤرشف من الأصل في 2019-10-26.
- Haider، Najam (2011). The Origin of the Shīʿa: Identity, Ritual, and Sacred Space in Eighth-Century Kūfa. Cambridge: Cambridge University Press. DOI:10.1017/cbo9780511862618.002. ISBN:9780511862618. مؤرشف من الأصل في 2023-04-09.
- al-Ḥamawī، Yāqūt (1922). Rifāʿī، Aḥmad F. (المحرر). Muʿjam al-udabāʾ. Cairo: Maṭbūʿāt al-Maʾmūn. OCLC:15154883.
- Ibn Ḥajar al-ʿAsqalānī (2002). Abū Ghadda، ʿAbd al-Fattāḥ؛ Abū Ghadda، Sulaymān ʿA. (المحررون). Lisān al-mīzān. Beirut: Maktabat al-Muṭbūʿāt al-Islāmiyya.
- Ibn Hazm، ʿAlī b. Aḥmad (1962). Hārūn، ʿAbd al-Salām M. ʿA. (المحرر). Jamharat ansāb al-ʿarab (ط. 5). Cairo: Dār al-Maʿārif. OCLC:652121877.
- Hoyland، Robert G (2006). "History, Fiction and Authorship in the First Centuries of Islam". في Bray، Julia (المحرر). Writing and Representation in Medieval Islam: Muslim Horizons. London: Routledge.
- b. al-Ḥusayn al-Ḥādī ilā al-Ḥaqq، Yaḥyā (2001). al-Shādhilī، ʿAbdallāh M. (المحرر). Majmūʿ Rasāʾil al-Imām al-Hādī ilā al-Ḥaqq al-Qawīm Yaḥyā b. al-Ḥusayn b. al-Qāsim b. Ibrāhīm. Ṣaʿda: Muʾassasat al-Imām Zayd b. ʿAlī al-Thaqāfiyya.
- Ibn al-ʿImād (1986). al-Arnāʾūṭ، ʿAbd al-Qādir؛ al-Arnāʾūṭ، Maḥmūd (المحررون). Shadharāt al-dhahab fī akhbār man dhahaba. Beirut: Dār Ibn Kathīr.
- al-Iṣfahānī، Abū al-Faraj (1972). al-Munajjid، Ṣalāḥ al-Dīn (المحرر). Adab al-ghurabāʾ (ط. 2). Beirut: Dār al-Kitāb al-Jadīd. OCLC:976619435.
- al-Iṣfahānī، Abū al-Faraj (1984). al-ʿAṭiyya، Jalīl (المحرر). al-Imāʿ al-shawāʿir (ط. 2). Beirut: Dār al-Niḍāl. OCLC:957353410.
- al-Iṣfahānī، Abū al-Faraj (1989). al-ʿAṭiyya، Jalīl (المحرر). al-Qiyān. London: Riad El-Rayyes.
- al-Iṣfahānī، Abū al-Faraj (1991). Ṣaqr، Aḥmad (المحرر). Maqātil al-Ṭālibīyīn (ط. 2). Qom: Manshūrāt al-Sharīf al-Raḍī. OCLC:54095298.
- al-Iṣfahānī، Abū al-Faraj (1991). al-ʿAṭiyya، Jalīl (المحرر). al-Diyārāt. London: Riad El-Rayyes.
- al-Iṣfahānī، Abū al-Faraj (2000). al-Baqāʿī، Yūsuf؛ al-Shaykh، Gharīd (المحررون). Kitāb al-Aghānī (ط. 2). Beirut: Muʾassasat al-Aʿlamī.
- al-Iṣfahānī، Abū Nuʿaym (1990). Ḥasan، Sayyid Kasrawī (المحرر). Akhbār Aṣbahān. Beirut: Dār al-Kitāb al-Islāmī. OCLC:903519445.
- Jabrī، Shafīq (1965). Abū al-Faraj al-Aṣbahānī. Cairo: Dār al-Maʿārif. OCLC:976576024.
- Khalafallāh، Muḥammad A. (1962). Ṣāḥib al-Aghānī: Abū al-Faraj al-Iṣfahānī al-Rāwiya (ط. 2). Cairo: Maktabat al-Anjalū al-Miṣriyya. OCLC:22143620.
- Ibn Khallikān، Aḥmad b. Muḥammad (1972). ʿAbbās، Iḥsān (المحرر). Wafayāt al-aʿyān wa-anbāʾ abnāʾ al-zamān. Beirut: Dār Ṣādir.
- al-Khaṭīb al-Baghdādī (2001). Maʿrūf، Bashshār ʿA. (المحرر). Tārīkh Madīnat al-Salām. Beirut: Dār al-Gharb al-Islāmī. OCLC:15747200.
- Kilpatrick، Hilary (2004). "On the Difficulty of Knowing Mediaeval Arabic Authors: The Case of Abū l-Faraj and Pseudo-Iṣfahānī". في Hoyland، Robert G. (المحرر). Islamic Reflections, Arabic Musings. Studies in Honour of Professor Alan Jones from His Students. Oxford: Gibb Memorial Trust.
- Kilpatrick, Hilary (1978). "The Kitāb adab al-ghurabāʾ of Abū l-Farağ al-Iṣbahānī". La signification du bas Moyen Age dans l'histoire et la culture du monde musulman. Actes du 8me Congrès de l'Union Européenne des Arabisants et Islamisants Aix-en-Provence 1976 (بالفرنسية). Aix-en-Provence: Édisud.
- Kilpatrick، Hilary (2003). Making the Great Book of Songs: Compilation and the Author's Craft in Abū l-Faraj al-Iṣbahānī's Kitāb al-Aghānī. London: Routledge. ISBN:9780700717019. OCLC:50810677. مؤرشف من الأصل في 2023-04-06.
- Leder، Stefan (2012). "al-Ṣūlī". في Bearman، Peri؛ Bianquis، Thierry؛ Bosworth، Clifford؛ van Donzel، Wolfhart؛ Heinrichs (المحررون). Encyclopaedia of Islam (ط. 2). Leiden: Brill. DOI:10.1163/1573-3912_islam_SIM_7177. ISSN:2214-9945. OCLC:846873166. مؤرشف من الأصل في 2021-08-09. اطلع عليه بتاريخ 2018-07-24. {{استشهاد بكتاب}}: تجاهل المحلل الوسيط |صحيفة= (مساعدة)
- Madelung, Wilferd (1965). Der Imam al-Qāsim ibn Ibrāhīm und die Glaubenslehre der Zaiditen (بالألمانية). Berlin: Walter de Gruyter.
- al-Munajjid، Salāḥ al-Dīn (1972). al-Munajjid، Ṣalāḥ al-Dīn (المحرر). Muqaddima of Kitāb adab al-ghurabāʾ, by Abū al-Faraj al-Iṣfahānī. Beirut: Dār al-Kitāb al-Jadīd.
- Ibn al-Nadīm (1988). Tajaddud، Riḍā (المحرر). al-Fihrist. Tehran: Dār al-Masīra. OCLC:37734135.
- Nagel, Tilman (1970). "Ein früher Bericht über den Aufstand von Muḥammad b. ʿAbdallāh im Jahr 145 h". Der Islam (بالألمانية) (46 ed.). {{استشهاد بدورية محكمة}}: الاستشهاد بدورية محكمة يطلب |دورية محكمة= (help)
- Nezhad، Golnoush S. M.؛ Dalfardi، Behnam؛ Ghanizadeh، Ahmad؛ Golzari، Samad E. J. (2015). "Insights into Avicenna's Knowledge of Gastrointestinal Medicine and His Account of An Enema Device". Acta Medico-Historica Adriatica. ج. 13 ع. 2: 29–40. ISSN:1334-4366. مؤرشف من الأصل في 2021-05-13.
- al-Rassī، al-Qāsim b. Ibrāhīm (2001). Jadabān، ʿAbd al-Karīm A. (المحرر). Majmūʿ kutub wa-rasāʾil li-l-Imām al-Qāsim b. Ibrāhīm al-Rassī. Sana’a: Dār al-Ḥikma al-Yamāniyya.
- al-Qifṭī، ʿAlī b. Yūsuf (1986). Ibrāhīm، Muḥammad A. (المحرر). Inbāh al-ruwāt ʿalā anbāh al-nuḥāt. Cairo: Dār al-Fikr al-ʿArabī.
- Rotter, Gernot (1977). Und der Kalif beschenkte ihn reichlich: Auszüge aus dem Buch der Lieder (بالألمانية). Tübingen: Horst Erdmann Verlag.
- Sallūm، Dāwūd (1969). Dirāsat Kitāb al-Aghānī wa-minhaj muʾallifihi. Baghdad: ʿĀlam al-Kutub. OCLC:20657313. مؤرشف من الأصل في 2019-10-16.
- Sawa، George D. (1989). Music Performance Practice in the Early Abbasid era 132–320 AH/750–932 AD. Toronto: Pontifical Institute of Mediaeval Studies. ISBN:0-88844-092-8. OCLC:18637666. مؤرشف من الأصل في 2020-07-03.
- Sawa، George D. (2002). "The Kitāb al-aghānī". في Danielson، Virginia؛ Marcus، Scott؛ Reynolds، Dwight (المحررون). The Garland Encyclopedia of World Music. New York. ISBN:0824060350. OCLC:36407898. مؤرشف من الأصل في 2023-02-13.{{استشهاد بكتاب}}:  صيانة الاستشهاد: مكان بدون ناشر (link)
- Sellheim، Rudolf (2012). "al-Yazīdī". في Bearman، Peri؛ Bianquis، Thierry؛ Bosworth، Clifford؛ van Donzel، Wolfhart؛ Heinrichs (المحررون). Encyclopaedia of Islam (ط. 2). Leiden: Brill. DOI:10.1163/1573-3912_islam_com_1365. ISSN:2214-9945. OCLC:846873166. مؤرشف من الأصل في 2021-08-09. اطلع عليه بتاريخ 2018-07-24. {{استشهاد بكتاب}}: تجاهل المحلل الوسيط |صحيفة= (مساعدة)
- Stern، S.M. (2012). "Abū Ḥayyān al-Tawḥīdī". في Bearman، Peri؛ Bianquis، Thierry؛ Bosworth، Clifford؛ van Donzel، Wolfhart؛ Heinrichs (المحررون). Encyclopaedia of Islam (ط. 2). Leiden: Brill. DOI:10.1163/1573-3912_islam_sim_0202. ISSN:2214-9945. OCLC:846873166. مؤرشف من الأصل في 2021-08-09. اطلع عليه بتاريخ 2018-07-24. {{استشهاد بكتاب}}: تجاهل المحلل الوسيط |صحيفة= (مساعدة)
- Strothmann, Rudolf (1990). "Die Literatur der Zaiditen". Der Islam (بالألمانية). 1 (3–4): 354–368. DOI:10.1515/islm.1910.1.3-4.354. ISSN:0021-1818. S2CID:202160694. Archived from the original on 2023-04-06.
- Su، I-Wen (2016). The Shīʿī Past in Abū al-Faraj al-Iṣfahānī's Kitāb al-Aghānī: A Literary and Historical Analysis (Thesis). University of Edinburgh. hdl:1842/25958. مؤرشف من الأصل في 2019-10-16. اطلع عليه بتاريخ 2021-09-19.{{استشهاد بأطروحة}}:  صيانة الاستشهاد: BOT: original URL status unknown (link)
- Su، I-Wen (2018a). "The Family History of Abū al-Faraj al-Iṣfahānī: the Ninth-Century ʿAbbasid Political Elite and the Ṭālibids in Samarra". Journal of Islamic Studies. ج. 29 ع. 3: 417–448. DOI:10.1093/jis/ety001. ISSN:0955-2340. مؤرشف من الأصل في 2023-04-05.{{استشهاد بدورية محكمة}}:  صيانة الاستشهاد: التاريخ والسنة (link)
- Su، I-Wen (2018b). "al-Iṣfahānī's Fandom in the Kitāb al-Aġānī (The Book of Songs): An Analysis of the Biography of Ibn Surayǧ". Jurnal Hadhari. ج. 10 ع. 2: 275–289. ISSN:1985-6830. مؤرشف من الأصل في 2020-02-10.{{استشهاد بدورية محكمة}}:  صيانة الاستشهاد: التاريخ والسنة (link)
- al-Tanūkhī، Abū ʿAlī al-Muḥassin (1978). al-Shālijī، ʿAbbūd (المحرر). al-Faraj baʿda al-shidda. Beirut: Dār Ṣādir. OCLC:12104833.
- al-Tanūkhī، Abū ʿAlī al-Muḥassin (1995). al-Shālijī، ʿAbbūd (المحرر). Nishwār al-muḥāḍara wa-akhbār al-mudhākara (ط. 2). Beirut: Dār Ṣādir. OCLC:22693866.
- al-Tawḥīdī، Abū Ḥayyān (1992). al-Ṭanjī، Muḥammad T. (المحرر). Akhlāq al‑wazīrayn. Beirut: Dār Ṣādir.
- al-Thaʿālibī (1983). Qamīḥa، Mufīd M. (المحرر). Yatīmat al-dahr fī maḥāsin ahl al-ʿaṣr. Beirut: Dār al-Kutub al-ʿIlmiyya.
- al-Ṭūsī (1991). Ṣādiq، Muḥammad (المحرر). al-Fihrist. Qom: Manshūrāt al-Sharīf al-Raḍī.
- Vadet، Jean-Claude (2012). "Ibn Ḥamdūn". في Bearman، Peri؛ Bianquis، Thierry؛ Bosworth، Clifford؛ van Donzel، Wolfhart؛ Heinrichs (المحررون). Encyclopaedia of Islam (ط. 2). Leiden: Brill. DOI:10.1163/1573-3912_islam_SIM_3187. ISSN:2214-9945. OCLC:846873166. مؤرشف من الأصل في 2021-08-09. اطلع عليه بتاريخ 2018-07-24. {{استشهاد بكتاب}}: تجاهل المحلل الوسيط |صحيفة= (مساعدة)
- Zetterstéen، Karl V. (2012). "Muḥammad b. Ṭāhir". في Bearman، Peri؛ Bianquis، Thierry؛ Bosworth، Clifford؛ van Donzel، Wolfhart؛ Heinrichs (المحررون). Encyclopaedia of Islam (ط. 2). Leiden: Brill. DOI:10.1163/1573-3912_islam_SIM_5367. ISSN:2214-9945. OCLC:846873166. مؤرشف من الأصل في 2021-08-09. اطلع عليه بتاريخ 2018-07-24. {{استشهاد بكتاب}}: تجاهل المحلل الوسيط |صحيفة= (مساعدة)
- al-Ziriklī، Khayr al-Dīn (2002). al-Aʿlām. Beirut: Dār al-ʿIlm li-l-Malāyīn.

## روابط خارجية
أبو الفرج الأصفهاني على موقع الموسوعة البريطانية (الإنجليزية)